# جورج الشويري
جورج الشويري إعلامي لبناني بقناة الحرة يقدم أخبار الرياضة.